# Lycaste xanthocheila
Lycaste xanthocheila là một loài thực vật có hoa trong họ Lan. Loài này được (Fowlie) Oakeley mô tả khoa học đầu tiên năm 2007.